# Keroplatus trinidadensis
Keroplatus trinidadensis är en tvåvingeart som beskrevs av Loïc Matile 1989. Keroplatus trinidadensis ingår i släktet Keroplatus och familjen platthornsmyggor. Inga underarter finns listade i Catalogue of Life.